# Miguel Mostto
Miguel Ángel Mostto (Ica, 11 de noviembre de 1977) es un exfutbolista peruano. Jugó como delantero y su último equipo fue el Defensor Tacna.

## Trayectoria
Nació en Ica, el 11 de noviembre de 1977. Su primer equipo fue Alianza Atlético de Sullana, donde no alcanza mayor fortuna. Luego defendió al Deportivo Bolito de Tacna en la Copa Perú, siendo una pieza clave para lograr el título de ese torneo y el pase al fútbol profesional, donde ya con el nombre de Coronel Bolognesi logra buenas actuaciones y espectaculares goles, entre ellos dos chalacas fenomenales a cuadros de la Primera División peruana.
Posteriormente, el Cienciano del Cusco accede a sus servicios, y se convierte en goleador del campeonato peruano (2005 y 2006). Campeón del Torneo Apertura 2005 y Clausura 2006, así como convocado a la selección por Freddy Ternero para disputar la Copa Kirin 2005 y el partido ante Venezuela válido por la fecha 16 de las Eliminatorias Alemania 2006. En el año 2007, también fue convocado por Julio César Uribe para disputar encuentros amistosos. Luego de tener buenas actuaciones con Cienciano, es transferido al Barnsley FC de la segunda división de la liga inglesa de fútbol.
Fue prestado al Coronel Bolognesi para el Torneo Apertura 2008, pero regresa al Barnsley para el inicio de la temporada 2008/09. En enero del 2009 vuelve a ser cedido a préstamo, esta vez al Total Chalaco, club con el cual jugará durante la primera mitad del Descentralizado 2009 en el Perú.
En agosto de 2012, dejó de vestir la camiseta de Cienciano para jugar en Alianza Lima. Tuvo su primera aparición con su nuevo club el 18 de agosto ante León de Huánuco en el estadio Heraclio Tapia. Aquel día —en el marco de la fecha 31 del Campeonato Descentralizado— también anotó su primer gol con Alianza, el cual contribuyó a la victoria del conjunto íntimo por 1-2 sobre León.
En 2013 siguió en Alianza aunque sin mucha continuidad. En el 2014 ficha por UTC. Pero al poco tiempo es despedido abruptamente con el DT y algunos jugadores más.
Para el año 2015, firma por San Simón de Moquegua (recién relegado a la Segunda División del Perú), con la esperanza de darle el sueño del retorno a la Primera División del Perú. Lastimosamente, el 22 de agosto aproximadamente, el cuadro moqueguano decide retirarse del torneo por las deudas impagables que manejaba. Se jugaron unos partidos amistosos más, donde Mostto siguió con el equipo hasta su desaparición definitiva. Es ahí, cuando Mostto decide retirarse del fútbol. 

## Selección nacional
Ha formado parte de la Selección de fútbol del Perú en 12 partidos entre los años 2003 y 2007, en los cuales anotó 2 goles (todos en el año 2006). Participó en la Copa Kirin, además en las Eliminatorias Sudamericanas 2006 y Eliminatorias Sudamericanas 2010. Su último partido con la selección lo jugó el 21 de noviembre de 2007 contra Ecuador en Quito.

### Participaciones en Eliminatorias
| Eliminatorias                    | Sede       | Selección | Resultado           | Partidos | Goles |
| -------------------------------- | ---------- | --------- | ------------------- | -------- | ----- |
| Eliminatorias Sudamericanas 2006 | Sudamérica | Perú      | 9.º (No clasificó)  | 1        | 0     |
| Eliminatorias Sudamericanas 2010 | Sudamérica | Perú      | 10.º (No clasificó) | 1        | 0     |

## Clubes como jugador
| Club                       | País       | Año       |
| -------------------------- | ---------- | --------- |
| Deportivo América          | Perú       | 1994-1995 |
| Sporting Cristal           | Perú       | 1995      |
| Coronel Bolognesi          | Perú       | 1996-1997 |
| Sport Agustino             | Perú       | 1997      |
| Alianza Atlético           | Perú       | 1998      |
| FBC Melgar                 | Perú       | 1999      |
| Defensor UNTAC             | Perú       | 1999      |
| Coronel Bolognesi          | Perú       | 1999-2000 |
| Deportivo Bolito           | Perú       | 2001      |
| Coronel Bolognesi FC       | Perú       | 2002-2003 |
| Cienciano                  | Perú       | 2004-2007 |
| Barnsley FC                | Inglaterra | 2007      |
| Coronel Bolognesi FC       | Perú       | 2008      |
| Barnsley FC                | Inglaterra | 2008      |
| Total Chalaco              | Perú       | 2009      |
| Coronel Bolognesi FC       | Perú       | 2009      |
| Sport Huancayo             | Perú       | 2010-2011 |
| Cienciano                  | Perú       | 2012      |
| Alianza Lima               | Perú       | 2012-2013 |
| Univ. Técnica de Cajamarca | Perú       | 2014      |
| Defensor San Alejandro     | Perú       | 2014      |
| San Simón                  | Perú       | 2015      |
| Defensor Tacna             | Perú       | 2023      |
| Juventud Bellavista        | Perú       | 2025-     |

### Hat-tricks
| 1 | 29 de enero de 1997   | Nacional del Perú, Lima                  | Coronel Bolognesi - CNI          |  | 3 - 0 | Copa Perú 1996                  |
| 2 | 14 de agosto de 2004  | Estadio Miguel Grau, Piura               | Alianza Atlético - Cienciano     |  | 2 - 4 | Campeonato Descentralizado 2004 |
| 3 | 16 de octubre de 2004 | Estadio Inca Garcilaso de la Vega, Cusco | Cienciano - Sport Boys           |  | 6 - 2 | Campeonato Descentralizado 2004 |
| 4 | 12 de junio de 2005   | Estadio Inca Garcilaso de la Vega, Cusco | Cienciano - Atlético Universidad |  | 4 - 3 | Campeonato Descentralizado 2005 |
| 5 | 22 de junio de 2006   | Estadio Inca Garcilaso de la Vega, Cusco | Cienciano - José Gálvez          |  | 3 - 0 | Campeonato Descentralizado 2006 |
| 6 | 22 de julio de 2006   | Estadio Inca Garcilaso de la Vega, Cusco | Cienciano - Unión Huaral         |  | 5 - 1 | Campeonato Descentralizado 2006 |
| 7 | 6 de mayo de 2012     | Estadio Inca Garcilaso de la Vega, Cusco | Cienciano - José Gálvez          |  | 3 - 1 | Campeonato Descentralizado 2012 |

## Clubes como entrenador
| Club                         | País | Año       |
| ---------------------------- | ---- | --------- |
| San Pedro de Pataz           | Perú | 2016      |
| Deportivo "Bravos Pakamuros" | Perú | 2017-2018 |

## Clubes como Asistente Técnico
| Club              | País | Año  |
| ----------------- | ---- | ---- |
| Coronel Bolognesi | Perú | 2015 |

## Palmarés

### Campeonatos regionales
| Título                      | Club              | País  | Año  |
| --------------------------- | ----------------- | ----- | ---- |
| Liga Departamental de Tacna | Coronel Bolognesi | Tacna | 1996 |
| Liga Departamental de Tacna | Coronel Bolognesi | Tacna | 2000 |
| Liga Departamental de Tacna | Deportivo Bolito  | Tacna | 2001 |

### Campeonatos nacionales
| Título                    | Club             | País | Sede            | Año  |
| ------------------------- | ---------------- | ---- | --------------- | ---- |
| Primera División del Perú | Sporting Cristal | Perú | Bandera de Perú | 1995 |
| Copa Perú                 | Deportivo Bolito | Perú | Lima            | 2001 |

### Torneos cortos
| Título          | Club      | País | Sede     | Año  |
| --------------- | --------- | ---- | -------- | ---- |
| Torneo Apertura | Cienciano | Perú | Cusco    | 2005 |
| Torneo Clausura | Cienciano | Perú | Trujillo | 2006 |

### Copas internacionales
| Título              | Equipo             | País | Sede            | Año  |
| ------------------- | ------------------ | ---- | --------------- | ---- |
| Recopa Sudamericana | Cienciano          | Perú | Fort Lauderdale | 2004 |
| Copa Kirin          | Selección nacional | Perú | Japón           | 2005 |

### Distinciones individuales
| Distinción                                     | Año  |
| ---------------------------------------------- | ---- |
| Goleador de la Primera División del Perú       | 2005 |
| Máximo goleador del Torneo Clausura (17 goles) | 2006 |
| Goleador de la Primera División del Perú       | 2006 |
| Goleador de la Copa Callao                     | 2007 |